# Дача-музей В. В. Барсовой
Да́ча-музе́й В. В. Ба́рсовой — культурно-просветительское учреждение в Хостинском районе города Сочи, Краснодарский край, Россия; филиал Музея Истории города-курорта Сочи.
Дача была построена на собственные средства известной русской певицы, народной артистки СССР, лауреата госпремии СССР Валерии Владимировны Барсовой в 1947 году в мавританском стиле. В здании, кроме жилых помещений, имеется зрительный зал на 50 мест со сценой.
Певица жила здесь с 1947 по 1967 год. По завещанию первый этаж дачи она подарила г. Сочи.
С 1968 по 1985 год здесь работала детская художественная школа. 9 января 1988 года был открыт музей. В помещении 4 зала общей площадью 94 м². Общее количество экспонатов — около 1 тысячи. В музее рассказывается о жизни и творчестве В. В. Барсовой, представлены предметы быта 1940—1950-х годов.
Певица Валерия Владимировна Барсова  обладала  лирико-колоратурным  сопрано, училась в Московской консерватории. В 1919 году Барсова стала солисткой оперной студии МХАТа, спустя год солировала в Большом театре. Музыкальные критики называли Барсову «русским соловьём».
Адрес: 354000 Россия, г. Сочи, ул. Черноморская, 8